# 差干镇
差干镇，是中华人民共和国广东省梅州市平远县下辖的一个乡镇级行政单位。

## 行政区划
差干镇下辖以下地区：
加丰村、新岭村、湖洋村、三达村、差干村、文丰村和湍溪村。